# Jardin de la Quinta de Santa Clara
 (juin 2024).
Le Jardim da Quinta de Santa Clara ou Jardim da Ameixoeira est un jardin de style baroque situé dans la freguesia d'Ameixoeira, à Lisbonne. Il s'agissait d'une ancienne ferme (Quinta) du XVIIIe siècle, donnée à la Mairie de Lisbonne entre 1974 et 1977. Le parc a été ouvert au public en 1983. Conçu avec des parterres à la française, il couvre une surface de 18 000 mètres carrés, comprend un vaste étang en son centre, des escaliers et une balustrade en pierre et de nombreux éléments sculptés. Le parc abrite aussi une aire de jeux pour enfants, un kiosque et des bancs couverts d'azulejos.

## Galerie

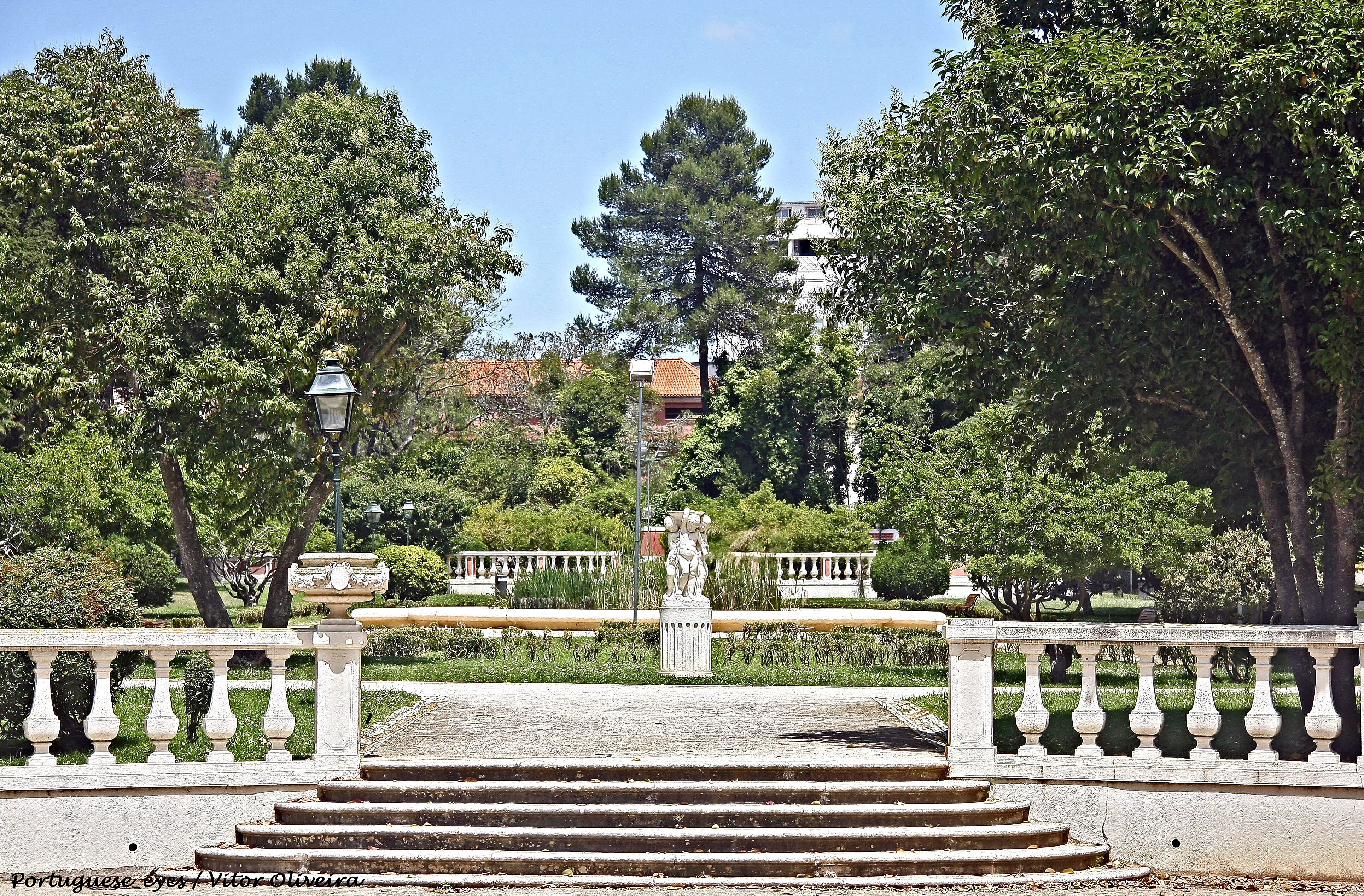
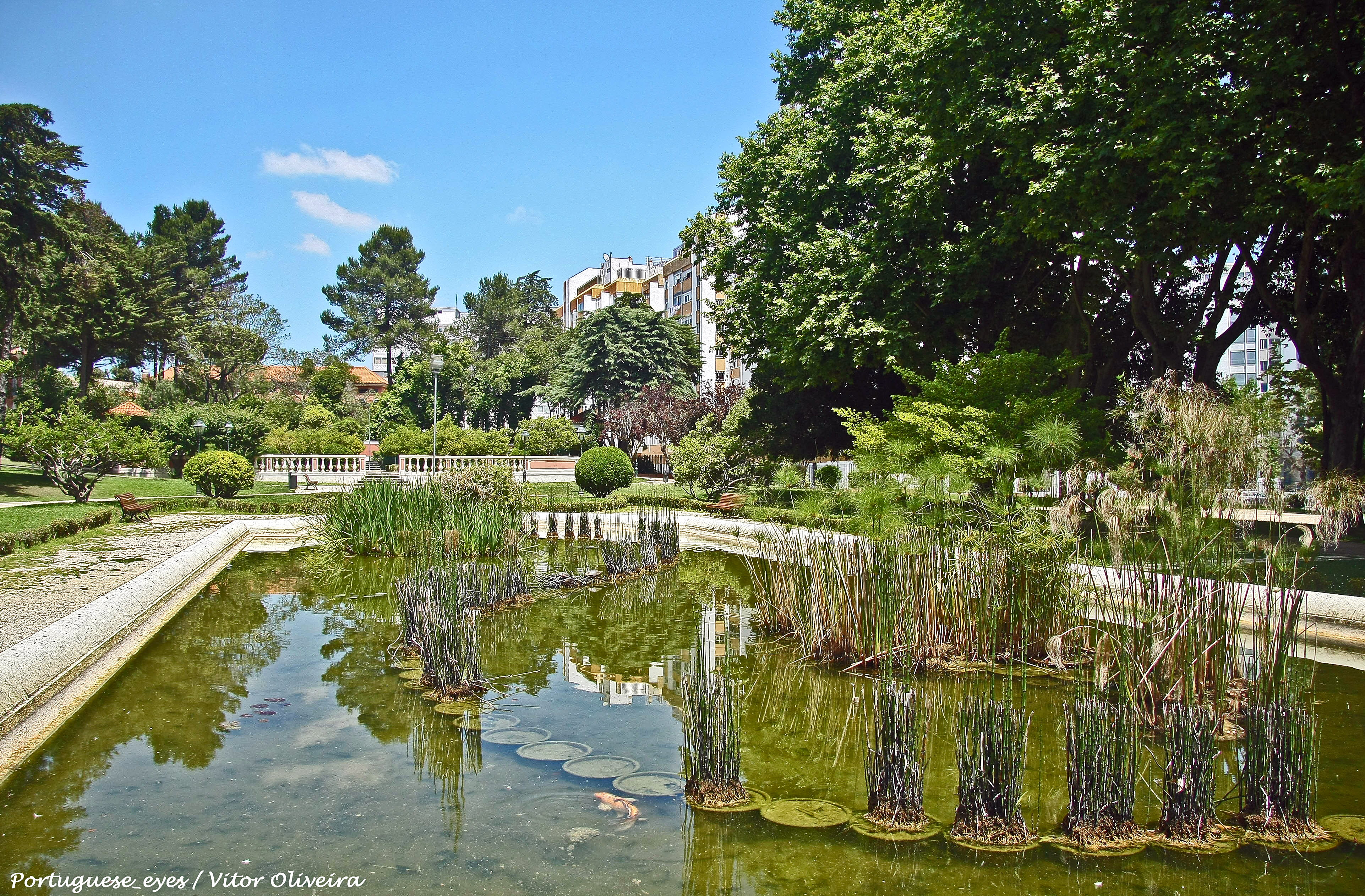
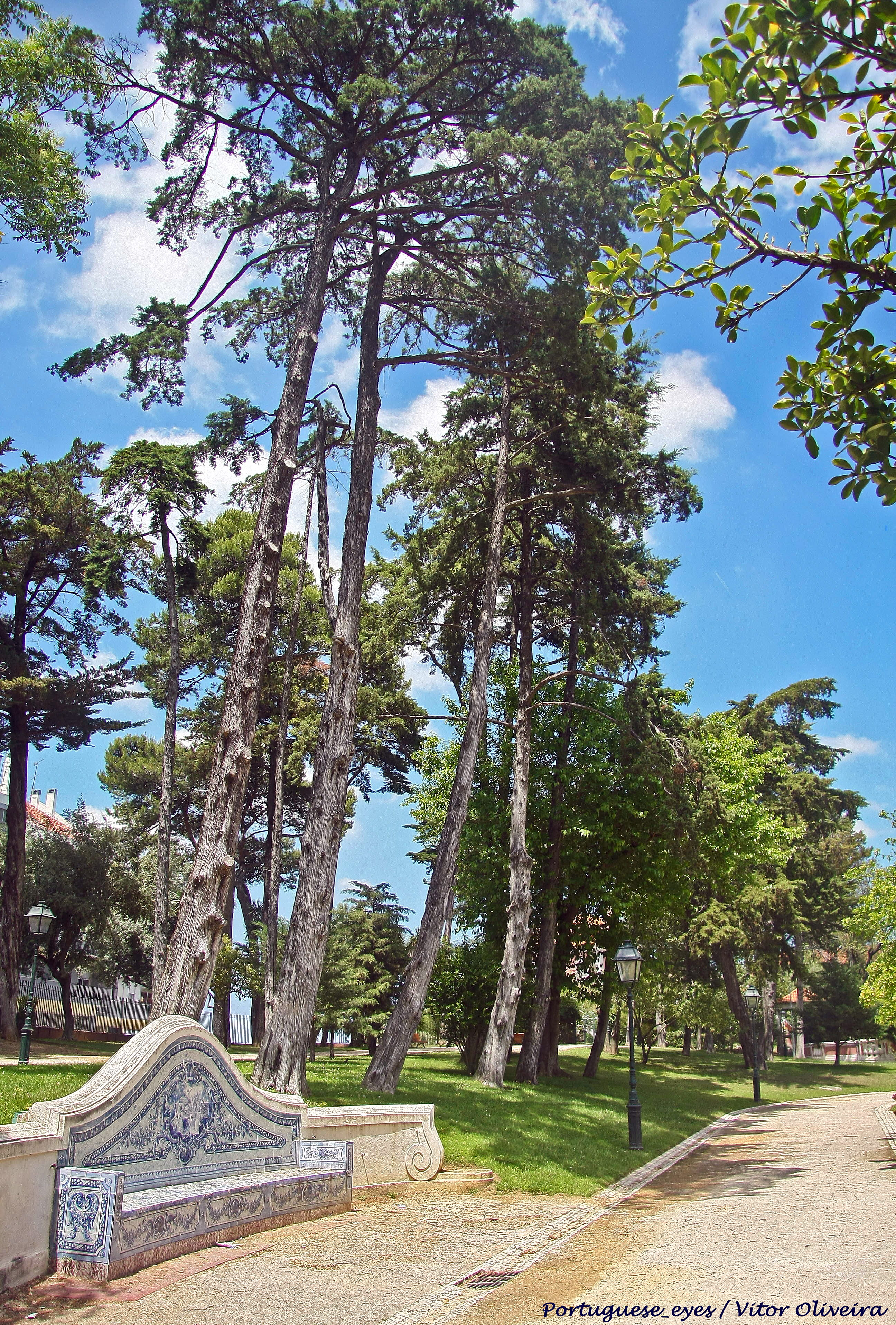
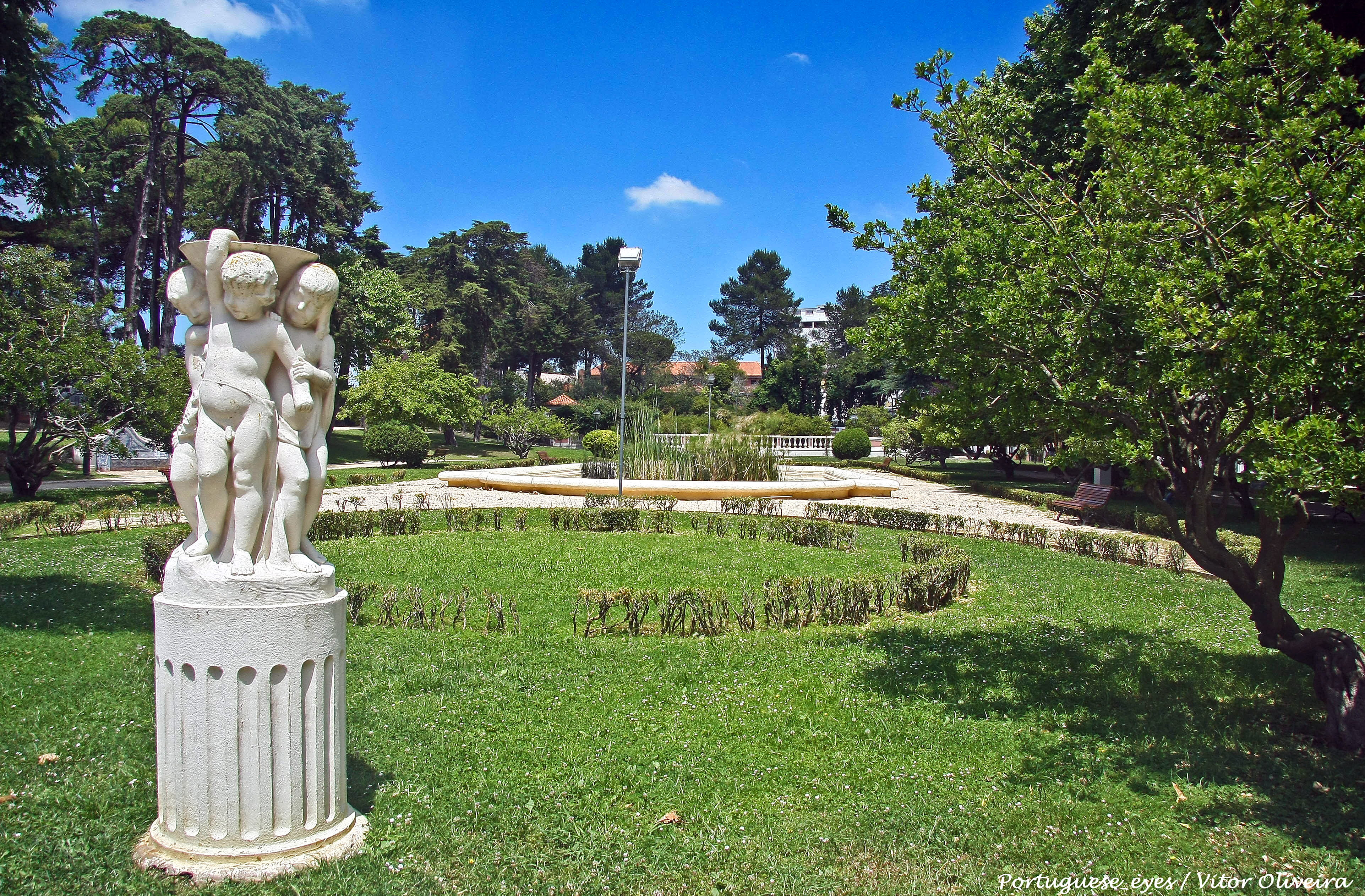
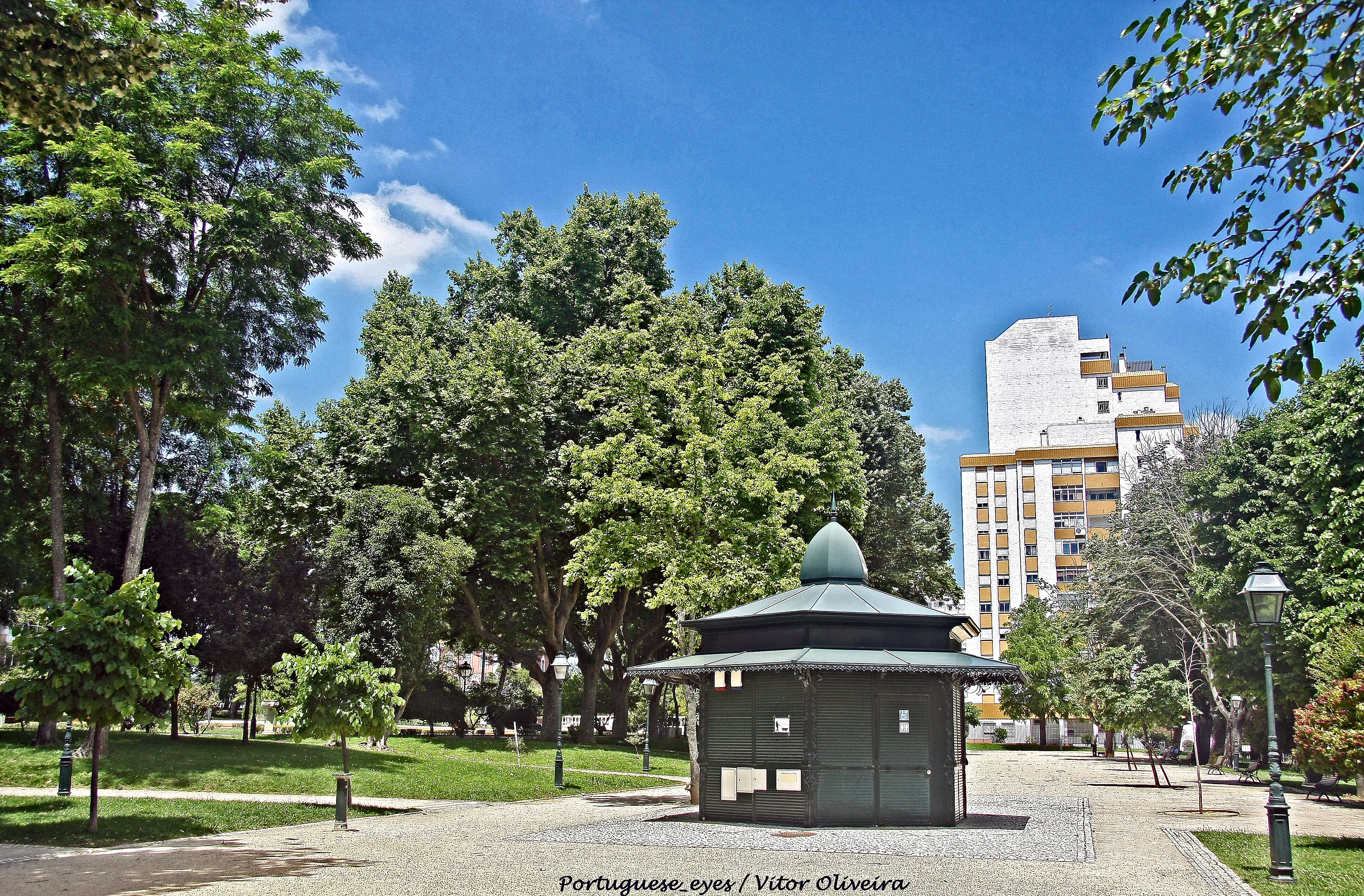